# 大月勇
大月 勇（おおつき いさむ、1973年7月16日 - ）は、毎日放送（MBS）ラジオ局制作センターに所属するプロデューサー・ディレクター。1996年の入社から2010年6月の人事異動までアナウンサー、2010年7月から2017年6月まではラジオ営業部員として活動していた。ただし、アナウンス職からの異動後も、「ビッグムーン大月」というマイクネームでテレビ・ラジオ番組に随時出演している。

## 来歴・人物
兵庫県神戸市の出身で、神戸市立五位ノ池小学校・神戸市立高取台中学校・兵庫県立須磨友が丘高等学校・立命館大学産業社会学部を卒業。血液型はB型で、高校時代には生徒会長を務めた。
大学卒業後の1996年に、アナウンサーとして毎日放送へ入社した。ちなみに、アナウンサー時代の後輩で、現在もアナウンサーとして勤務する大吉洋平は高校の後輩にも当たる。
毎日放送への入社後は、テレビの報道・情報・バラエティ番組やラジオ番組に出演していた。入社当初からラジオパーソナリティを志望。入社1年目には、『あどりぶランド』（MBSテレビ、アナウンサー総出演番組）の企画を兼ねて、MBSラジオの特別番組『ビッグムーンな夜だから』（深夜3:45 - 3:50）でパーソナリティデビューを果たした。
MBSのアナウンサーで、原田伸郎と最も仲が良い。過去には、『あさやん!』（MBSテレビ）『のぶりんの気分は青春 天気は○○です 90分』『おはようSUNSUN原田伸郎』（いずれもMBSラジオ）など、原田が司会・パーソナリティを務める番組にたびたび登場した。その後も、大月がパーソナリティやコーナー担当を務めるラジオ番組に、原田がたびたびゲストで出演していた。
また、『せやねん!』を含めて、先輩アナウンサー・上泉雄一と番組で頻繁に共演。2008年12月5日にMBSラジオで放送された『上泉雄一のFANFANレディオ』では、タイトルを1回だけ『大月勇の不安不安レディオ』に改めたうえで、上泉の代理としてメインパーソナリティを担当した。
プライベートでは、2度の結婚を経験。2008年12月には、現在の妻が女児を出産したことによって、初めて"パパ"になった（いずれも出演番組で自ら公表）。また、河田直也、山中真（いずれも後輩アナウンサー）、大八木友之（元アナウンサー、2009年4月から報道局記者）などとともに、毎日放送社内のフットサルチームに所属。2007年9月には、島よしのり作・演出の芝居『ピック☆ポケット　〜指先の向こうにある未来〜』へ出演した。2009年4月からは、『こんちわコンちゃんお昼ですよ!』木曜日の「関岡香の朗読の時間」で、メインパーソナリティ・近藤光史や先輩アナウンサー・関岡と一緒に絵本を朗読することがあった。
2009年10月からは、MBSラジオの『MBSたびぐみ　とっておき旅ラジオ』（以下『MBSたびぐみ』と略記）木曜日で、『MBSどっと!アナ』（木曜日「スッごい!オオツキムラの時間」）以来2シーズン振りにナイターオフ番組のレギュラーパーソナリティを担当。「MBSアナウンサーきっての旅好き」と言われるだけあって、旅先での多彩な経験談や、旅行の手配のコツを随所で披露していた。また、生放送中の電話クイズ「クイズで旅する○○（○○は行楽地の名前）」では、ビッグムーン大月の名でクイズを進行した。
2010年6月末の人事異動でラジオ営業部に移ったことを機に、アナウンス職を離れる。アナウンサーとしての最後のラジオ出演は6月24日の『こんちわコンちゃんお昼ですょ!』、最後のテレビ出演は7月3日の『せやねん!』。しかし、異動直後の同年7月14日には、『こんちわコンちゃんお昼ですょ!』に"営業部の大月勇"として出演。同年9月20日にMBSラジオで放送された『MBSマンデースペシャル』でも、異動前から柏木宏之と担当してきたシリーズ企画「僕らが大好きだったTV主題歌」に登場した。
2010・2011年度のナイターオフ期間には、現職のまま、『MBSたびぐみ』（ナイターオフ番組）内のコーナー「ビッグムーン大月のクイズで旅する○○」に進行役として出演。同コーナーやテレビ・ラジオでの告知CMでは、「なにわのラジオ営業マン　ビッグムーン（大月）」と名乗っていた。その後も、営業部員として担当するスポンサー・番組のPRを目的に、『上泉雄一のええなぁ!』や『with…夜はラジオと決めてます』（2012年度のナイターオフ番組）などの生ワイド番組へ不定期で出演。「なにわのしゃかりきラジオ営業マン」という肩書で、ラジオCMやリスナーとの交歓ツアーに登場することもあった。
2014年3月31日からは、「ビッグムーン大月」として、MBSテレビのテレビショッピング番組『ほし☆おび』（毎週月 - 金曜日10:50 - 11:00）でプレゼンターを担当。週1回ペースの出演ながら、アナウンス職を離れてから初めて、テレビ番組にレギュラーで登場するようになった。
2017年6月末の人事異動で、ラジオ局の制作センターへ配属。同年9月からは、『子守康範　朝からてんコモリ!』や『かめばかむほど亀井希生です!』（いずれもMBSラジオの生ワイド番組）の制作に携わっている。2018年には、プロデューサーを務める『かめばかむほど亀井希生です!』（アナウンサー時代の上司で現役アナウンサーの亀井希生がパーソナリティを務める冠番組）が、日本民間放送連盟賞のラジオ生ワイド番組部門で優秀賞を受賞した。2022年4月にはプロデューサーを務める『メッセンジャー黒田のチラシダス』が、放送批評懇談会による第59回ギャラクシー賞ラジオ部門で選奨を受賞した。その一方で、「しゃかりきプレゼンター」「ショッピングバイヤー」と銘打って、異動後も同局の番組やイベントにインフォマーシャル担当で随時登場。2018年4月から平日の深夜帯で放送を開始した『あどりぶラヂオ』（MBSラジオの生放送番組）では、「しゃかりきあどりぶショッピング」（事前収録によるラジオショッピングコーナー）のプレゼンターをレギュラーで務めるかたわら、パーソナリティとして全編に単独で出演することもある。

## 出演番組

### 現在
いずれもMBSラジオの番組で、「ビッグムーン大月」として出演。
- あどりぶラヂオ（2018年4月 - ）
  - 通常は「しゃかりきあどりぶショッピング」にのみ、「ショッピングバイヤー」として単独で（当初はラジオ営業部の部員と共に）登場。2018年5月31日（木曜日）放送分からは、本編のパーソナリティも随時担当する。

以下の番組には、毎日放送ラジオ営業部員時代から出演。
- のぶりんのあつあつふうふう（毎週日曜日7:30 - 8:00）
  - アナウンサー時代にも共演した原田伸郎がメインパーソナリティを務める番組で、基本的に「しゃかりき あつあつショッピング」（ラジオショッピングコーナー）にのみ出演だが、2019年1月20日放送分では、アシスタントの遠藤のぶこが声の不調のため、代わって進行をサポートするために全編出演している。
- のぶりんの聞き逃がサンデー（毎週日曜日9:00 - 9:15）
  - 『のぶりんのあつあつふうふう』の関連番組で、ラジオショッピング向けの商品・サービスの紹介に特化していることから、全編を通じて出演。
- 松井愛のすこ〜し愛して♥
  - 平日ランチタイムの帯番組として編成する2015年度以降の放送で、「しゃかりきラジオ営業マン ビッグムーン大月のいっぱい愛して欲しいの情報」（不定期で放送されるラジオショッピングコーナーやインフォマーシャル）にのみ出演。

2020年1月からは、チューリッヒ保険のMBSラジオ限定スポットCMにも出演。単独で告知するバージョンと、アナウンサー時代の先輩である子守康範とのやり取りで構成されるバージョンが放送されている。

### 毎日放送アナウンサー時代

#### テレビ
- あどりぶランド
- あさやん!
- はーい!昼ナマ
- うきうき晴レルヤ!
- Daily GET!
- TV-エム
- 中川家ん!（ナレーション）
- 暮らしカルマガジン みかさつかさ（ナレーション及びリポーター）
- せやねん!
  - 番組開始から2007年3月までは、第1部の「せやねん!スポーツ」担当（前述）。一時番組を離れていた上泉が、「せやねん!スポーツ」の進行役として復帰した同年4月以降は、第2部で放送されるVTR企画のリポーターを務めた。
  - 2008年10月からは、第2部のスタジオ企画「21（ブラックジャック）にしたらええねん」「答えてそろえて3連チャン!」を進行。上泉が取材・中継などでスタジオに登場しない場合には、「せやねん!スポーツ」の進行を兼ねることもあった。異動後は第2部のスタジオ企画の進行を前田阿希子が引き継いだ。
- VOICE（金曜日のみ）
  - 主にナレーションを担当。不定期で、VTR企画「イマ解き」のリポーターも務めた。
- ウォッチ!（TBS系全国ネット）
  - 2003年のプロ野球シーズンに「週刊虎の穴」のコーナーで、「MBS虎のアナ」の肩書きで登場した。
- MBSニュース（不定期）
- 痛快!明石家電視台（ナレーション）
  - 本来のナレーターである上田崇順の代役として、「明石家クイズ女学院」内の「ガチンコ全員早押しクイズ」の出題ナレーションを担当することがあった。
- BRAVA!（木曜日深夜）
- おねだり怪盗GO!マウス（不定期）

#### ラジオ
- 福間運動通信社（ナイターオフ、スポーツ情報番組）
- のぶりんの気分は青春 天気は○○です 90分
- おはようSUNSUN原田伸郎（『ヘルパー大月』のマイクネームで中継リポーターを担当）
- イッツ商タイム（2007年度のナイターオフ番組、メインパーソナリティ）
- スッごい!おとなの時間
- MBSどっと!アナ「スッごい!オオツキムラの時間」（2007年度のナイターオフ番組、バッファロー吾郎の木村明浩とパーソナリティを担当） 
  - 『スッごい!おとなの時間』の系譜を継ぐ番組。番組の企画で、ザ・プラン9の浅越ゴエとアナウンスで対決したところ、なんと完敗してしまった。
- 上泉雄一のFANFANレディオ（2008年度のナイターオフ番組）
  - 火曜日に「日刊エンタメ　FANFAN二択」のナレーションを担当したほか、「新品さんいらっしゃい」のコーナーでスタジオに出演。金曜日に代役でパーソナリティを務めたこともある（前述）。
- 茶屋町そろばん学校開校です!（2008年度のナイターオフ番組、2008年10〜12月）
- ノムラでノムラだ♪ EXトラ!（2009年7月31日）
  - 夏季休暇中の野村啓司に代わって、メインパーソナリティを務めた。
- 上泉雄一のええなぁ!（木曜日、「大月勇のトレンドトレンド」担当）
  - ラジオ営業部へ異動した後も、上泉の休暇期間中を中心に、「ラジオ営業部員の大月勇」として不定期で出演。
- こんちわコンちゃんお昼ですょ!（2008年4月から2010年6月まで「とれたて!駅売り夕刊紙」木曜日キャスター）
- INO-KONボンバイエ（2007年度からナイターオフ限定で放送、ゲストとして年に1回は登場）
- MBSニュース（不定期。『上泉雄一のええなぁ!』でも、木曜日以外に担当することがあった）

番組の改編期には、新番組を紹介する特別番組でパーソナリティを務めることもあった。

### 毎日放送ラジオ営業部員時代
- ほし☆おび（前述）

以下はいずれも、MBSラジオの番組。
- MBSたびぐみ　とっておき旅ラジオ（2009 - 2011年度のナイターオフ番組）
  - アナウンサー時代の2009年度に、木曜日のパーソナリティを担当。異動後の2010年度以降は、「ビッグムーン大月」名義で、「ビッグムーン大月のクイズで旅する○○」にのみ出演（前述）。
- とっておき神戸セレクション（2011年12月10日から不定期で放送されている特別番組）
  - 神戸市産業振興財団が運営する「神戸セレクション」事業と連動したラジオショッピング番組で、ラジオ営業部員として企画・ナビゲーター・取材リポーターを担当。
- with…夜はラジオと決めてます（2012年度のナイターオフ番組）
  - 2012年11月から、木曜日を中心に、18時台の後半でインフォマーシャルを担当。
- 茶屋町プレミアムナイト（2013年度・2014年度の火〜金曜日ナイターオフ番組群）
  - 全曜日18時台後半のラジオショッピングコーナー「しゃかりきラジオ営業マン　ビックムーン大月のマル得プレミアム情報」にのみ出演
- MBSベースボールパーク（2014年度以降のプロ野球中継）
  - ナイトゲーム中継のスポットCM枠に不定期で挿入される「MBSベースボールパーク　ラジオショッピング」で、商品の紹介を担当。『with Tigers MBSベースボールパーク　みんなでホームイン!』（2015年・2016年度のナイターオフ番組）でも、前年度までの「マル得プレミアム情報」に続いて、「しゃかりきラジオ営業マン　ビックムーン大月のマル得ホームラン情報」にのみ出演していた。
- やずやのうれし〜おいし〜ヘルシ〜（2015年10月26日 - 12月21日、毎週月曜日17:54 - 18:00）
- 亀山つとむのスポーツマンデー!
  - 「ビッグムーン大月のおいしいもんいっぱいおマンデー情報」（スポンサーに関連したラジオショッピングコーナー）を放送する場合に、「ビッグムーン大月」名義で出演。

この他にも、ラジオショッピングに関連した特別番組へ随時出演している。

## プロデューサー・ディレクターとしての担当番組
いずれもMBSラジオの生ワイド番組
- 子守康範　朝からてんコモリ!
- かめばかむほど亀井希生です!（プロデューサー）
- レイディオ・ゴー!（ディレクター）[2]
- こんちわコンちゃんお昼ですょ!（プロデューサー）

## 関連人物
- 原田伸郎
- 大八木友之
- 河田直也
- 山中真
- 八木早希
- 上泉雄一
- 松井愛
- 松川浩子
- 亀井希生
- 加藤康裕
- 田丸一男
- 馬野雅行
- 高井美紀
- 西村麻子
- 斎藤裕美 - 大月に続いて、2013年7月の人事異動でアナウンサーからラジオ営業部員に転身。2014年夏に毎日放送を退社した。
- ケンドーコバヤシ
- バッファロー吾郎
- 浅越ゴエ
- 石田靖